# كارين ووكر (مصممة أزياء)
كارين ووكر (بالإنجليزية: Karen Walker) هي مصممة أزياء نيوزيلندية، ولدت في 1969.